# Харизма
Реч харизма (грч. χάρισμα - дар) означава ретку особину људских бића да поседују јак шарм и привлачну личност, а некад и јаку способност убеђивања и неприсилног усмерења тока разговора у жељеном смеру.
Научници из поља социологије, политичких наука, психологије и менаџмента резервишу термин за тип лидерства који се сматра изванредним; у овим областима, термин „харизма“ се користи да опише одређени тип лидера који користи „сигнализацију вође засновано на вредностима, симболички и емоцијама оптерећено“.
У хришћанству, харизма представља дар светог Духа, односно благодат.

## Етимологија
Енглески израз charisma потиче од грчког χάρισμα, што значи „слободно дата услуга“ или „дар милости“. Овај термин и његова множина χαρίσματα (charismata) потичу од χάρις, што значи „милост“ или заиста „чар“ са којим дели корен. Неки деривати из тог корена (укључујући „грациозност“) имају слична значења као савремени осећај харизме личности, као што су „испуњен привлачношћу или шармом“, „љубазност“, „пружити услугу или сервис“ или „бити фаворизован или благословен“. Штавише, древни грчки дијалект који се широко користио у римско доба користио је ове термине без конотација које се налазе у модерној религијској употреби. Стари Грци су примењивали харизму личности на своје богове; на пример, приписивање шарма, лепоте, природе, људске креативности или плодности богињама које су звали Charites (Χάριτες).

## Историја

### Божански додељена харизма
Хебрејска Библија и хришћанска Библија бележе развој божански додељене харизме. У хебрејском тексту идеја харизматичног вођства је генерално означена употребом именице хен (наклоност) или глагола ханан (показати наклоност). Грчки израз за харизму (милост или наклоност) и његов корен charis (милост) заменили су хебрејске изразе у грчком преводу хебрејске Библије (3. век п. н. е. Септуагинта). У целини, „парадигматична слика харизматичног хероја је лик који је добио Божију наклоност“. Другим речима, божанско додељена харизма односила се на веома поштоване личности.
Тако су источномедитерански Јевреји у првом веку имали појмове о харису и харизму који су обухватали низ значења која се налазе у грчкој култури и духовна значења из хебрејске Библије. Из овог језичког наслеђа спојених култура, у Првој посланици Коринћанима, Апостол Павле је увео значење да је Свети Дух дао харизму и харизмату, „дар милости Божије“, појединцима или групама. За Павла, „постоји јасна разлика између харизме и хариса; харизма је директан резултат божанске харизме или милости.“
У новозаветним посланицама, Павле се помиње харизму или њену множину харизме седам пута у Првој посланици Коринћанима, написаној на коину (или свакидашњем) грчком око 54. године. Он разрађује своје концепте са шест референци у Римљанима (око 56). Он даје 3 појединачне референце у Другој посланици Коринћанима (око 56), 1. Тимотеју и 2. Тимотеју (око 62 – 67). Седамнаести и једини други помен харизме налази се у 1. Петровој.
Јеванђеља, написана крајем првог века, примењују божанску харизму на поштоване личности. Примери су извештаји о Исусовом крштењу и његовом преображењу, у којима га ученици виде као обасјаног светлошћу, при чему се појављује заједно са Мојсијем и Илијом. Други пример је Гаврилов поздрав Марији као „благодатној“. У овим и другим случајевима рани хришћани су означавали одређене појединце као поседнике „духовних дарова“, а ти дарови су укључивали „способност да проникне у ближњег до дна његовог срца и духа и да препозна да ли њиме доминира добар или зао дух, и дар да му помогне да се ослободи од свог демона“.
Верници су своје поштоване верске личности окарактерисали као „више савршенство... посебну харизму“. Затим, успостављањем хришћанске цркве, „стари харизматични дарови и бесплатни приноси су претворени у хијерархијски свештенички систем“. Фокус на институцију, а не на богонадахнуте појединце, све више је доминирао религијском мишљу и животом, и тај фокус је остао непромењен вековима.
Додатне промене почеле су у 17. веку када су црквене вође, посебно у латинској традицији, наглашавале „индивидуалне дарове [и] одређене таленте које је дао Бог или Свети Дух“. Деветнаести век је донео све веће померање нагласка ка индивидуалним и духовним аспектима харизме; протестантски и неки католички теолози сузили су појам на суперлативне, неуобичајене и виртуозне таленте. Истовремено, термин се отуђио од много ширег значења које су му рани хришћани придавали. Ипак, сужени појам пројектован назад у ранији период „Систематски рефлектовано и високо диференцирано схватање харизме често је несвесно уливано у Свето писмо и списе црквених отаца, тако да се ови текстови више нису читали очима аутора.

### Харизма личности
Основа за савремену секуларну употребу потиче од немачког социолога Макса Вебера. Тај термин је открио у делу Рудолфа Сома, немачког црквеног историчара чији је Кирхенрехт из 1892. године одмах препознат у Немачкој као дело епохалног значаја. То је такође подстакло дебату између Сома и водећих теолога и проучаваоца религије, која је трајала више од двадесет година и подстакла је богату полемичку литературу. Дебата и литература учинили су харизму популарним термином када ју је Вебер употребио у Протестантској етици и духу капитализма и у својој Социологији религије. Можда зато што је претпоставио да су читаоци већ разумели идеју, Веберовим раним списима недостајала је дефиниција или објашњење концепта. У збирци својих радова, Економија и друштво коју је уређивала његова супруга, он је идентификовао овај термин као врхунски пример акције коју је означио као „вредносно-рационално“, за разлику од акције и супротности коју је назвао „инструментално рационалном“. Пошто је применио значења за харизму слична Сому, који је потврдио чисто харизматичну природу раног хришћанства, Веберова харизма би се поклопила са божански додељеним осећајем харизме дефинисаним горе у Сомовом делу.

Вебер је увео осећај харизме личности када је применио харизму да означи облик ауторитета. Да би објаснио харизматични ауторитет, развио је своју класичну дефиницију:
Харизма је одређени квалитет личности појединца на основу којег се он издваја од обичних људи и третира као обдарен натприродним, надљудским или бар специфично изузетним моћима или квалитетима. Они као такви нису доступни обичном човеку, већ се сматрају божанским пореклом или узорним, и на основу њих се дотични појединац третира као вођа.
 Овде Вебер проширује концепт харизме изван натприродног на надљудске, па чак и на изузетне моћи и квалитете. Социолог Пол Џус је испитао Веберову чувену дефиницију и открио да:
кроз једноставне, али дубоко консеквентне фразе као што су „разматра се“ и „лечи се“, харизма постаје релациони, приписив и коначно исправно социолошки концепт... За Вебера, локус моћи је у вођеним, који активно (ако можда несвесно) дају својим вођама друштвени ауторитет.
Другим речима, Вебер указује да су следбеници ти који појединцу приписују моћ, истичући да је „признање оних који су подложни ауторитету“ одлучујуће за валидност харизме.
Вебер је умро 1920. остављајући „неуређене, фрагментарне рукописе чак и без упутства за план или табелу предложеног садржаја“. Један недовршени рукопис садржао је његову горе цитирану дефиницију харизме. Требало је више од четврт века да се његово дело преведе на енглески. Што се тиче харизме, Веберове формулације се генерално сматрају да су оживеле концепт из његове дубоке теолошке опскурности. Међутим, чак и уз изузетне преводе и предговоре читавих његових дела, многи научници су сматрали да су Веберове формулације двосмислене. Током протеклих пола века они су расправљали о значењу многих Веберових концепата, укључујући значење харизме, улоге следбеника и степена натприродне компоненте. Иако су социолози били најактивнији у примени Веберових идеја, истраживачи у менаџменту и организационом понашању, укључујући Џона Антонакиса и његове колеге, поново су покренули интересовање за харизму у погледу дефинисања појма на недвосмислен начин, проналажења начина да се харизмом експериментално манипулише и процене узрочно-последични ефекти харизме на резултате у раду и политичким окружењима. Недавно су еволуциони психолози користили теорију игара и захтевну теорију сигнализације да би проучавали функције харизматичног вођства у еволуцији људске сарадње.